# Horama zapata
Horama zapata là một loài bướm đêm thuộc phân họ Arctiinae, họ Erebidae.